# Circuito misto
Um circuito misto é aquele que dispõe de componentes eletrônicos conectados tanto em paralelo quanto em série, associados a uma só fonte de tensão. 
O circuito misto , possui alguns pontos de consumo ligados em série e outros em paralelo, ou seja, apresenta seus elementos ligados uns em série e outros em paralelo. Como o circuito misto é uma composição de circuitos em série com circuitos em paralelo, logo este apresenta em um único circuito as características dos dois circuitos anteriores, ou seja, trechos com funcionamento independente (circuito paralelo) e trechos com funcionamento dependente (circuito série).